# Oscarsdal

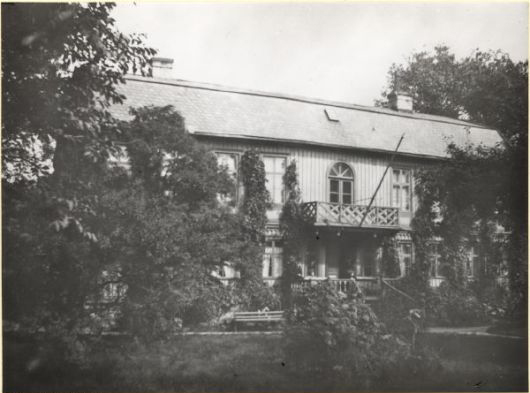
Oscarsdals landeri 1890.

Oscarsdal kallas sedan 1832 det område norr om Stampens kyrkogård i stadsdelen Stampen i Göteborg, som idag utgör kvarteren 19 Lilla Bält, 20 Halmstad och 21 Lund – eller Bältgatan i söder; Friggagatan i väster; Gullbergsbrogatan i norr och Norra Ågatan i öster. Området kan i stadens handlingar spåras ända tillbaka till Göteborgs grundläggning. Dessutom tycks det ha behållit sina ursprungliga gränser, men gått under olika namn.
Landeriet Oscarsdal låg ungefär vid Friggagatan 29 och hörnet av Garverigatan.
Området började bebyggas 1913.

## Sahlefelts land 1624–1723
I revisionsräkenskaperna åren 1624-35 upptas Henrik Sahlfelt för ett stycke land vid Gullbergsån om 2 1/2 morgen 34 roder. Grundlegan (arrendet) år 1638 var 5 daler, 2 mark, 5 öre silvermynt årligen. Sahlefelt var även delägare i arrendet av Wahammarsäng, alltså Stora Olskroken. År 1653 övertogs "Sahlefelts land" av Söffring Nilsson, som i arrende fick betala 4 daler silvermynt årligen. Nilsson var handelsman i Göteborg, ledare för borgerskapet och ålderman i handelsgillet. År 1680 innehades området av hans änka. Nio år senare, 1689, är det "Sahl. Hr Söffring Nielssons Enckia och dess medh Intressent, Rådsförwanten H. Håkan Eekman, som hafwer arrenderat et stycke Land wedh Gullberg, stort 2 1/2 Morgen 24 Roder emot 4 s:mt." Från 1691 står Eekman ensam för området. På en landerikarta från 1696 upptas området som nr 121 "een äng som Rådman Eekman innehafwer. Rådman Eekman blev stadssekreterare 1703, 1716 syndicus och 1719 justitieborgmästare. Han avled i december 1719.
Redan 1703 hade ängen övertagists av borgmästare Hans von Gerdes (död 1723), som tillsammans med rådman Wilhelm von Utfall även arrenderade Wahammarsängen. Fram till sin död var von Gerdes besittare av "en lijten Engh, nr 121."

## Burggrevslyckan 1723–1751
Från omkring 1723 efter "burggreven" (borgmästare) Hans von Gerdes. Staden arrenderade efter von Gerdes död Burggrefwslyckan tillsammans med Wahammarsäng, Getebergsäng, Ekmans äng, Gullbergs äng och Tegelbruksängen. Burggrevslyckan ropades in 1738 på tre år av handelsman Hans Liedgren mot ett årligt arrende av 21 daler 8 öre silvermynt, men redan 1741 återgick arrendet till magistraten mot samma avgift. Tunnbindaremästare Anders Fahlbeck arrenderade ängen 1744, mot en årlig avgift av 24 daler. År 1749 förvaltades Burggrevslyckan och flera av stadens övriga ängar av borgerskapet, "som för indrägten deraf aflägger Räkning till Magistraten och Stadens Contoir."

## Spinnhusängen 1751–1760
Efter Gullbergsbrohemmet eller Spinnhuset som det först kallades. Det togs i bruk 1742 "på det låga berget utmed landsvägen sydost från skansen Västgöta Lejon på stadens grund." Magistraten lämnade den 18 juni 1751 tillstånd att "Stadens äng omkring Spinhuset, för thetta Burggrefslyckan kallad, som är belägen wid Mölndahls Å mellan Fattighusängen, Landswägen och Bullbergs Bro, samt af Herr Riddaren af Kongl. Swärdsorden Wälborne Bengt Wilhelm Carlberg såsom thenna Stadens Ingenieur och Architecht then 17 April innewarande år geometrice blifwit aftagen, honom Herr Johan Schutz och thess Intressenter til thenna inrättningen må uplåtas." Arrendet var 30 daler silvermynt årligen. "Inrättningen" var ett garveri som Schutz med flera kom att anlägga vid Gullbergsån. Garveriet med åbyggnader värderades 1750 till 2 000 riksdaler banco.

## Fredriksdal 1760–1832

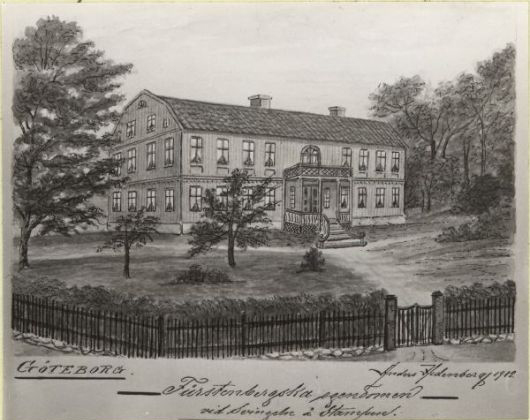
Oscarsdals landeri 1912.

Namnet tillkom på 1750-talet efter Johan Fredrik Bauer (1724-1801), teknisk ledare i Svenska Ostindiska Companiet, som vid Gullbergsån startade ett garveri och innehade lägenheten 21 "Garfweriet" i tolfte roten. Änkan Sophia Bratt, lät dottern Hedvig Elisabet överta garveriet. Hon hade vid 15 års ålder gift sig med garvaren Gustaf Rhodin (död 1790). Änkan Rhodin stod för garveriet/tomten till omkring 1815, då sonen och garvaremästaren Per Rhodin anges till innehavare av sin morfars företag. De svåra tiderna gjorde att företaget år 1817 står på "Fabriqueuren P. Rhodins Creditorer" i stadens räkenskaper. Vinhandlaren G.N. Borgert står för området från 1817, tillsammans med sin kompanjon, grosshandlaren Zacharias Wideberg. De hade ur konkursmassan övertagit egendomen. En uppdelning gjordes, där "garfwerilägenheten med jord och trädgård" (3 tunnland, 26 kappland) tillföll Borgert och "nya byggnaden med plan och trädgård" (26 kappland) övertogs av Wideberg. Efter Borgerts död 1820 övertog hans svåger G.H. Paulsen dennes andel av de övriga sterbhusägarna.
I landerilängden 1822 upptas nr 21 i tolfte roten under namnet Fredricsdal. År 1824 blev det nya innehavare av den förra Burggrevslyckan, då änkefru Dorothea Schüssler den 24 november köpte "trädhuset under nr 21 i tolfte roten med arrenderätt till del af garfwerilägenheten Fredricsdal upplåtna jord" för 2 500 riksdaler riksgälds. Trädgårdsmästaren Johan Landberg övertog den 23 december samma år för 4 000 riksdaler riksgälds, "garfwerilägenheten Fredricsdahl." År 1827 överlät Dorothea Schüssler sin del till "handlanden af judiska nationen Aaron Schlessinger", för samma summa som hon själv betalat en gång (2 500 riksdaler riksgälds). Efter Schlessingers dödsbo, inropade handelsbokhållare Gottfried Jacobsson 1832 upplåtelse för "Fredricsdal under nr 21 i tolfte roten" för 2 750 riksdaler banco. Jacobsson överlät redan samma år, den 16 oktober, egendomen till handlanden Levy Fürstenberg "för sig, sin hustru, barn och arfwingar". Lägenhetens ordningsnummer anges i protokollet till: 21.1/3 och arealen till 8 736 kvadratalnar. Arrendet uppgick till 12 riksdaler 20 skilling.

## Oscarsdal 1832–1912
Det sägs att bomulls- och ylleväveriet fick besök av kung Oscar I 1832 och att Levy Fürstenberg därför lät döpa om landeriet till just Oscarsdal. Familjen Furstenberg var innehavare av Oscarsdal under åren 1832–1912. Landeriet revs i september 1912.